# 达巴·洛桑丹增·晋美旺秋

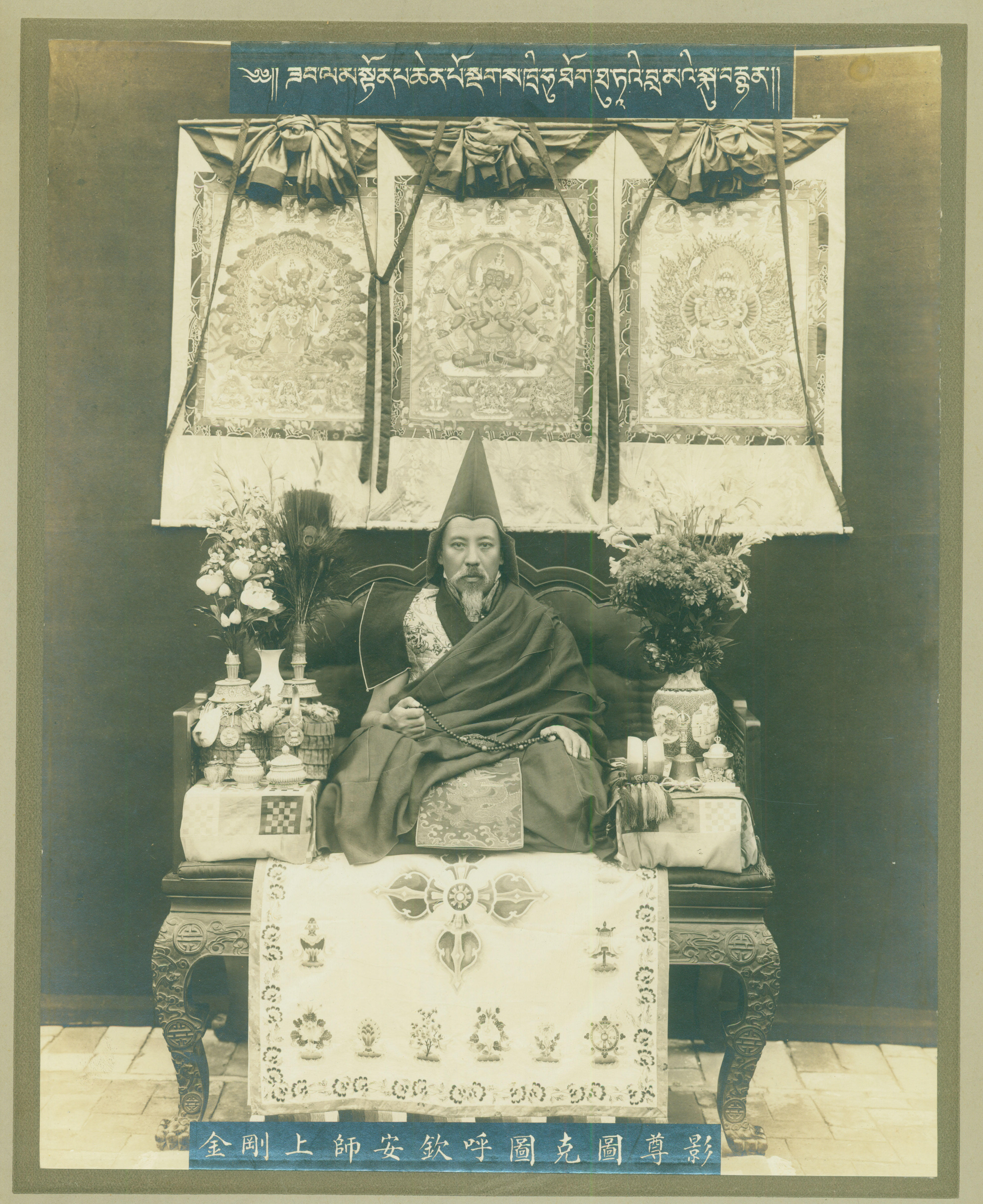

达巴·洛桑丹增·晋美旺秋（1884年—1947年）即安钦大喇嘛丹增晋美旺秋，藏族，原为西藏克卡地区人，后来迁居日喀则顿珠康萨，扎什伦布寺密宗喇嘛。
“安钦”意为“大密”。“安钦”是扎什伦布寺密宗扎仓历代堪布所持有的尊号。因为达巴36岁时出任密宗扎仓堪布，所以也享有此尊号。
“安欽多铿鏘”，又作“安欽多杰鏘”，意為“大密宗師金剛持”，是达巴出任密宗扎仓堪布后的一个称号，为藏传佛教僧众对其的一种尊称。
九世班禅额尔德尼在自己49岁的发运年时，授予达巴“班智达热呼图克图”封号。故有时一些汉文文献将达巴称作“安钦呼图克图”，但其实这是不对的。达巴也并非活佛，而且并不存在所谓“安钦活佛”这一活佛世系。

## 生平

### 早年经历
藏历第十五甲子木猴年（1884年），达巴降生。4岁时，随父亲罗布顿珠到前藏礼佛，在桑顶寺见到桑顶·多吉帕姆活佛，桑顶·多吉帕姆活佛称达巴颇有佛缘，便赠他密宗法器卡章一件、象骨制扎马若一只。
后来，达巴被家人送入扎什伦布寺出家为喇嘛。刚入寺时，吉康扎仓堪布曾告诉达巴的引进师洛桑格顿，达巴不是八世班禅额尔德尼的转世。而且根据八世班禅额尔德尼圆寂以前亲订的《扎什伦布寺大细则》，扎什伦布寺附近居民户的孩子一律禁止入该寺出家为僧。但是，吉康扎仓仍然收达巴为徒。7岁时，达巴随洛桑格顿受沙弥三十六戒，并拜金刚大师尼玛央宁为师，在尼玛央宁指导下学习《五部大论》、《四续》等显宗、密宗经典，并受“菩提道次第广论”的全部灌顶。按照扎什伦布寺的规定，达巴学完了《因明入门学》、《因明学注释》等全部课程。
28岁时，达巴出任吉康扎仓堪布。在任期间，因严格执法，曾使用皮鞭抽打未遵守教规戒律的数名九世班禅额尔德尼的亲信，因而触怒了九世班禅额尔德尼，被九世班禅额尔德尼免职，并处紧闭五天。随后，达巴将自己的全部东西通通卖掉，准备赴岗巴恩拖庙修行，但未获班禅额尔德尼批准，因为达巴当时尚未获得修行前的某种学位。所以，此后三年中，达巴先后以三种不同方式为十三臂金刚敬献曼荼罗，直到他自己认为“使神满意”为止。达巴用过的曼荼罗的圆盘上留下了达巴的血迹，可见其修法之诚。
修行结束之后，班禅额尔德尼再次邀请达巴担任密宗扎仓的堪布，但被达巴拒绝。此后达巴以普通密宗教徒的身分学习完了使用密宗法器的基本功。1920年，36岁的达巴出任密宗扎仓的堪布。
藏历第十五甲子水猪年（1924年），达巴40岁时，九世班禅额尔德尼离开西藏赴中国内地。不久，达巴以出外修行为由，率两名随从秘密经印度通过海路来到中国内地，最后到北京和九世班禅额尔德尼会合。此后，达巴奉九世班禅额尔德尼之命，赴内蒙古弘化。自内蒙古回到北京后，达巴在雍和宫为汉族、藏族、蒙古族千余人讲经，并传授《密旨金刚琏珠》的全部灌顶。达巴还请工匠用黄金、铜制作了一尊高约四十公分的牛头金刚像，供奉于北京北海白塔内。

### 同日本人的来往
1931年九一八事变后，日军请第九世班禅额尔德尼赴日军占领下的中国东北讲经。九世班禅额尔德尼考虑到自己前去在政治上不合宜，但又考虑东北地区的弘法需要，乃派达巴前往中国东北。达巴到达东北后，住在沈阳市富田原章嘉活佛的旧居。在东北的数年间，达巴为日军官兵传授了《自心相续归依》、《因果》等佛经。自此，达巴在日本佛教徒中声名远扬。后来，1982年，日本的一个参观团访问扎什伦布寺时，有位团员问该寺的文物管理人员：“扎什伦布寺过去有一位长髯活佛，人称密宗大师达巴，他是否还健在？他也是我们的活佛！”
1937年七七事变爆发，日军占领北平，当时达巴正在北平。日军占领北平后，班禅驻北平办事处处长洛桑、副处长孜准塔德殴列由于住处枪支被日本人搜出，故处长等人遭到殴打，并且即将被枪毙。达巴乃通过身为自己徒弟的日本官员向日本驻北平当局说情，塔德殴列幸免于死，办事处人员获得释放。
1937年12月1日，九世班禅额尔德尼圓寂后，达巴成了班禪集團中的核心人物，因此日本當局十分重视并积极拉拢达巴。1937年11月，“為了對滿洲帝國的成立表示祝賀”，日本當局安排达巴“謁見”了滿洲國皇帝溥儀。日本關東軍还曾計劃邀达巴赴日本訪問。1937年12月，關東軍參謀長在發給日本陸軍參謀次長的密電中称：“班禪喇嘛的第一高徒安欽活佛現正在北平，通過邀請安欽到日本訪問，不僅可以加強日本與西藏的佛教聯絡，同時讓他親身接觸日本文化，把日本的實況介紹到西藏，這有利于在西藏培養反英親日氣氛。因此，我希望通過軍方與日本佛教團體進行協商，實現安欽訪日計劃。另外，安欽計劃明年3月從北京出發，經海路取道印度返藏。”陸軍次官得知關東軍準備邀达巴訪问日本后，便同日本的佛教團體進行接觸，准备讓日本佛教團體出面接待达巴。但他們也擔心，达巴訪问日本會给达巴返回西藏开展活動带来不便，从而有可能影響日軍利用达巴返回西藏的機会策划的其他圖謀。日本參謀本部次官乃在致關東軍參謀長的回電中说：“對邀請安欽活佛訪日沒有異議，也取得了日本佛教團體方面的諒解。但近聞班禪喇嘛去世的消息，如果發表安欽活佛訪日的消息，想必給安欽返藏帶來不利。關于這點想知道您的具體計劃。”因此，關東軍最终取消了邀請达巴訪问日本的計劃。
負責滿洲國喇嘛教事務的五島德二郎也直接與达巴進行过接觸。當五島德二郎得知达巴準備返回西藏后，便于1937年底赶赴北京（日本占领北平后不久，北平更名为北京），会晤了尚滯留在北京的达巴，要求达巴帶日本人一起赴西藏。达巴最终同意秘密隨帶日本人进西藏，並在1939年4月隨帶關東軍特務野元甚藏进入西藏。當時在日本外務省專門办理西藏事務的青木文教分析称：“安欽喇嘛是班禪的代表。兩位法王圓寂后，他受中國政府（蔣政權）的指示，仍然致力于恢復中國在西藏失去的權利。他在中國居住的時候，爆發了‘七·七’事變，在連敗的蔣政權頻于沒落之際，他與‘北支’政權建立了聯繫，又通過北支政權，與滿洲國及我國之間結成了非正式的親善關係，他原來的使命發生了轉化。”

### 同噶厦的交涉
达巴曾先后在中国内地的上海、南京、广东、五台山等地为上万位佛教徒讲授了《归依》、《因果》、《六字真言》等佛经。九世班禅额尔德尼在49岁的发运年时，授予达巴“班智达热呼图克图”封号。
第九世班禅额尔德尼为了同第十三世達賴喇嘛重新和好，以解决噶厦同扎什伦布寺间的长期纠纷，乃通过噶厦派往北京雍和宫的札萨贡曲穷乃（也是达巴的弟子），先后向十三世达赖呈交了三封信，最后达赖复信欢迎班禅额尔德尼派人赴拉萨协商。班禅额尔德尼乃于1933年派达巴及班禅堪布会议厅秘书长王乐阶（奴章·洛桑坚赞）经印度来到拉萨，受到达赖礼遇。双方经初步商谈，噶厦同意减免扎什伦布寺下属各宗谿历年积欠的军费和租税，其他问题待班禅额尔德尼回到西藏之后解决。达赖还授予达巴为噶厦的大喇嘛，授予王乐阶为噶厦的堪仲。1933年12月17日，十三世达赖在拉萨圆寂。
1934年1月中旬，达巴等人携拉萨三大寺代表抵达后藏。此后他们一行经印度噶伦堡、加尔各答、香港，于4月23日到上海，受到班禅额尔德尼以及蒙藏委员会派员迎接。4月24日，达巴来到中华民国首都南京，此后于5月3日接到国民政府军事委员会委员长蒋中正来电，邀请达巴赴江西会面。6月2日，达巴在江西会见了蒋中正，将十三世达赖致蒋中正的亲笔信以及礼品交给蒋中正，并向蒋中正讲述了西藏近况以及九世班禅额尔德尼回藏之事。6月11日，达巴回到南京，帮助九世班禅额尔德尼开法会解救南京旱灾。7月11日赴北平，在密藏院等处传法，并在北平会见了自西藏来迎接班禅额尔德尼的丁吉呼图克图、兴萨呼图克图等人。9月6日，国民政府颁布命令称，“安钦多铿锵夙绍宗传，宣扬正旨。近岁驱驰万里，诚感边甿，楙德殊勋，深堪嘉尚。着给予普静法师名号，以示褒奖。此令。”9月13日，达巴来到南京，拜会国民政府中央各领导人，协商班禅额尔德尼进藏事宜。9月24日，国民政府主席林森在国府大礼堂为达巴举行了册封典礼，国民政府正式授予达巴“普静法师”名号册文。其文曰：
阐扬至教，资翊护于一心；宣布德音，楙勋勤于万里。安钦多铿锵早闻正法，夙抱仁悰。舌灿莲台，播宗风于上座；诚开金石，施法雨于西陲。宜颁给普静法师名号，於戏！导扬庥命，宣正谊而益虔；远树风声，合遐方而赞化。祗承令典，益显华褒。
1934年10月11日，达巴抵达香港，此后经过印度再入西藏，会晤国民政府致祭十三世达赖专使黄慕松，协商九世班禅额尔德尼返藏事宜。1935年，达巴回到北平。
后来，因为噶厦内部人士阻挠，以及抗日战争爆发，班禅额尔德尼未能返回西藏。1937年12月1日，九世班禅额尔德尼圆寂于青海玉树。噶厦和扎什伦布寺之间的一切问题又被搁置。

### 回到扎什伦布寺
藏历第十六甲子土虎年（1938年），55岁的达巴离开中国内地，返回扎什伦布寺。回到扎什伦布寺后，他修缮了该寺许多佛殿，并增加了不少供献，比如献上了一幅在中国内地制作的丝绸绣成的唐卡，为吉康扎仓的屋顶更换了搪瓷制作的相轮，献给孜贡扎仓一对银制涂釉唢呐，分别赠给密宗扎仓和则贡扎仓400件密宗灌顶装饰，新修了密参殿里的全部佛像及僧舍，捐献黄金重制被盗走的三界极美殿内的金灯。
在担任则贡康金刚导师期间，达巴根据《密宗道次论》编成了《密宗神界划线法》、《初练对线教诲》等经书，后来还应则贡僧众要求，在“一切救生阳光洲殿”授予这些僧众“预备金刚大轮”及“牛头金刚神”灌顶，并授予“内、外、密三者法王”及“四臂依怙神”随许。达巴按照前世密宗大师们的实践，将九世班禅额尔德尼所著《祈祷护神姊妹》及达巴自己著的《密宗神界划线法》在仪轨实践上进行了修改和补充。
1940年，达巴辞去了则贡金刚导师职务，专心修建九世班禅额尔德尼的灵塔。在达巴的指导下，灵塔完成了从择址到完工的全部过程。在竣工典礼上，达巴称，“我在内地时，金刚神曾告诉我，‘你回西藏后会给你宴食，但由你自己作主’。今天的典礼，就是给我的宴食。”此后，达巴赴“达那新思”以及静修庙、轮布孜、格丹曲林等地，以“集密防护轮”为主要内容进行静修，直至晚年。
1946年，63岁的达巴在藏历五月致信管家洛桑吉布，令其速来。同年藏历十月，管家以及达巴的近亲见到达巴，达巴将自己的全部衣物都交给了管家和近亲。他还为僧俗仆人们举办了为期一周的宴会，并把一颗核桃大小的大象结石送给了一位来作客的班宇极乐寺的行医喇嘛，希望这位行医喇嘛将此结石做成药丸，为民众治病。此后，达巴经过昂仁布马拉山来到拉孜寺，为该寺僧众授予“牛头金刚神”和“防护轮”的预备灌顶。在拉孜寺，他在三天内接见了附近地区前来拜望他的僧俗民众，其中包括九世班禅额尔德尼的侍读甘丹格西达曲丹培。达巴在和达曲丹培密谈时提到，“我看现在的人们，你要问他想成佛还是想发财？我想，他们会选择‘发财’的！”达巴在和达曲丹培还到萨迦寺礼佛，然后在秋雪地方过了一夜。次日，达巴醒来时，其侍从发现达巴的脸肿了，便劝其吃药，被其拒绝。达巴说，“这种病对我这样的人是很合适的，九世班禅曲吉尼玛五十五岁圆寂，十三世逹赖喇嘛五十八岁圆寂。还有帕蚌卡活佛在六十三岁圆寂。现在我也差不多到时候了。最近我连爬梯子都那么费劲，还怎能去尼泊尔朝佛塔呢？”达巴还说，“假如我能够到一个油多柴多的地方就好了。”这意思是便于火葬。然后他对身边的亲戚（一位尼姑）说，“你们不要祈祷自己后世投生到贵族家里，我就不做如此祈祷，我很喜欢见到乡下老阿妈那油色亮亮的面孔。”
藏历第十六甲子火猪年十一月十一日（1947年）半夜，达巴从秋雪地方来到岗巴顶戛。因为旅途劳累，达巴休息了一会儿，便盘膝跌坐圆寂。

## 著作
北平出版图书：
- 藏文文法注释[1]
- 百科经典入门钥匙[1]
- 明辨罪恶教导目珠良药[1]
- 藏文文法表[1]
- 赞九世班禅的吉祥轮[1]
- （彩色版）六字真言及修行誦咒的有利功德[1]
- 密旨金刚琏珠经典[1]
- 满足红骰子护法神心愿的祝酒词简繁[1]
- 密旨金刚琏珠园界（全部重制）[1]
- 祈祷格萨尔（为中国内地防水灾而著）[1]

未制版图书：
- 誦神名号注释[1]
- 藏文五前音字母疑答优美格言[1]
- 藏文文法急需集[1]
- 度母神赞[1]
- 速赴来世（为祈祷九世班禅额尔德尼的化身而著）[1]
- 教戒的文字问题[1]

他还写有许多教言，以及按照藏文字母顺序排写的格言等。

## 家庭
- 祖父：尼玛顿珠[1]
- 父：罗布顿珠，曾任管家，后为第七世班禪額爾德尼近侍官员。在清朝平定廓爾喀入侵后期，曾代表扎什伦布寺在西藏和廓尔喀之间的谈判中为西藏方面立下功勋，为此获得清朝嘉庆帝授予“诺门汗”、“台吉”等称号，并赐门匾。台吉罗布顿珠同宇妥家族的女儿结婚，在藏历第十五甲子木猴年（1884年）生下达巴。[1]